# Brilla
Brilla (en inglés: Shine), es una novela juvenil de la cantante estadounidense Jessica Jung. El libro cuenta la historia de una chica estadounidense de ascendencia coreana, que sueña con ser una cantante exitosa y comenzar su carrera como parte de un nuevo grupo femenino de K-pop, pero enfrentará muchos desafíos para lograr ese sueño, entre ellos, competencias con otras chicas, entrenamiento duradero y un amor prohibido con una nueva estrella en ascenso. Aunque es una historia ficticia destinada a adolescentes, la trama explora el problemático backstage de la industria musical coreana, además de que la autora se inspiró en su carrera como aprendiz para formar parte del grupo Girls' Generation, donde permaneció hasta mediados de 2014.
El libro fue lanzado el 30 de septiembre de 2020, donde debutó en el quinto puesto de la lista de superventas de The New York Times para jóvenes adultos. En España, fue lanzado el 19 de noviembre y publicado por la editorial RBA. Brilla está destinado a convertirse en una serie de libros, y el segundo volumen que se titula Bright se publicará en octubre de 2021.

## Sinopsis
Rachel Kim, una adolescente estadounidense de ascendencia coreana, es una de las nuevas aprendices de DB Entertainment, una de las compañías de entretenimiento más grandes de Corea del Sur. Ella, como otras chicas, sueña con ser cantante y conseguir su lugar en un futuro grupo femenino. Se imaginó que tendría que trabajar duro, pero no estaba preparada para la brutal realidad del programa de entrenamiento. En una industria donde ser perfecto es nada menos que una obligación, la gloria y el sacrificio son dos caras de la misma moneda.
A medida que se acerca el día del debut, las chicas de la clase de aprendices intentan sobresalir, con el objetivo de ser seleccionadas para el nuevo grupo femenino de la compañía. Y cuando hay mucho en juego y hay sueños en juego, algunas personas están dispuestas a hacer cualquier cosa para conseguir lo que quieren. Entre el entrenamiento y las intrigas, Rachel simplemente no esperaba enamorarse, especialmente porque DB tiene una estricta política de citas.
Sin embargo, en el amor y el K-pop, todo vale, y Rachel luchará por su futuro y su oportunidad de brillar.